# Progetto Iceworm
Il progetto Iceworm è stato un programma top secret dell'esercito degli Stati Uniti d'America sviluppato durante gli anni della guerra fredda, che mirava a realizzare una rete di siti di lancio di missili nucleari mobili al di sotto della calotta glaciale della Groenlandia. Secondo documenti declassificati nel 1996, l'obiettivo finale del progetto era quindi garantire una serie di siti nucleari capaci di sopravvivere a un primo attacco avversario e di colpire obbiettivi all'interno dell'Unione Sovietica, tuttavia, i missili non furono mai schierati, né il governo statunitense arrivò mai a richiedere il necessario consenso da parte del governo danese.
Per studiare la fattibilità del lavoro al di sotto della calotta, nel 1960 fu lanciato un progetto di "copertura" molto pubblicizzato, noto come Camp Century, che fu poi annullato nel 1966 a causa delle condizioni instabili del ghiaccio della calotta glaciale.

## Scoperta
I dettagli del progetto della base missilistica rimasero segreti per decenni, diventando di pubblico dominio soltanto nel gennaio 1995, a seguito di un'indagine sull'uso e sullo stoccaggio di armi nucleari in Groenlandia condotta dall'Istituto danese di politica estera (DUPI) su mandato del Parlamento, che la richiese in seguito al rilascio di informazioni precedentemente riservate riguardanti un incidente accaduto nel 1968 presso la base aerea Thule, un'enclave amministrativa statunitense nel comune groenlandese di Avannaata, che contraddicevano le precedenti affermazioni del governo danese, dato nell'incidente era rimasto coinvolto un B-52 con a bordo ordigni nucleari e che le armi nucleari erano state bandite dal territorio danese, comprendente la Groenlandia, con una legge del 1957.

## Storia
Nelle prime fasi del progetto Iceworm, gli USA si trovarono di fronte alla potenziale difficoltà costituita dall'ottenere il permesso del governo danese di schierare missili in Groenlandia. L'accordo stipulato nel 1951 con la Danimarca circa la realizzazione di basi militari, infatti, non menzionava lo schieramento di armi nucleari, nel 1957, poi, la Danimarca aveva dichiarato le armi nucleari bandite dall'intero territorio danese, e infine, nel 1958, il primo ministro danese Hans Christian Svane Hansen aveva rimarcato l'importanza che la NATO si astenesse dal prendere misure che avrebbero potuto essere interpretate come provocazione ed essere di ostacolo alla distensione. Tuttavia, quando l'ambasciatore statunitense Val Petersen scrisse ad Hansen per discutere la possibilità di stoccare armi nucleari in Groenlandia, il primo ministro rispose: "Il governo statunitense ha il diritto di stoccare materiale, provvedere alla sicurezza dell'area, ecc... [...] Tutti i materiali e rifornimenti saranno permessi nel territorio della Groenlandia senza alcuna ispezione. Non avete presentato alcun piano concreto riguardo ad un possibile stoccaggio, né avete posto domande sull'atteggiamento del governo danese a questo riguardo. Non penso che le sue osservazioni suscitino commenti da parte mia". Di fatto, Hansen formulò una risposta che indirettamente forniva sostegno formale alle misure straordinarie adottate per consentire lo stoccaggio segreto di armi nucleari e che allo stesso tempo scongiurava la minaccia statunitense alla sovranità danese sulla Groenlandia, dato che le armi sarebbero state probabilmente comunque schierate dagli USA. Rispondendo in quel modo e astenendosi dal fornire un'accettazione formale diretta, Hansen si comportò infatti come se un rifiuto al desiderio americano fosse una possibilità reale. Dal canto suo, l'esercito statunitense interpretò la deliberata mancata risposta di Hansen come un via libera e andò avanti con i piani per il progetto.

### Camp Fistclench

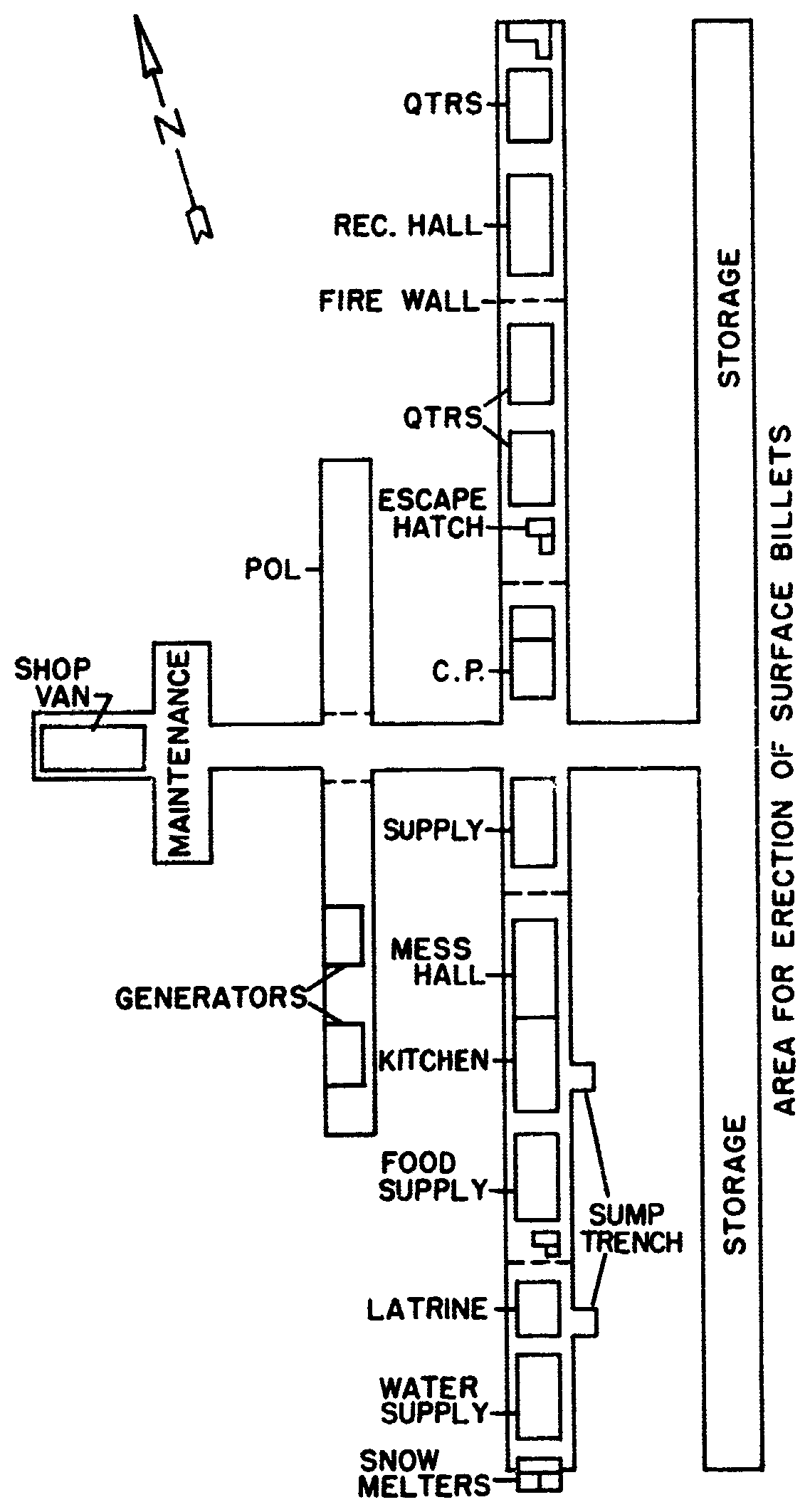
Uno schema di Camp Fistclench

Prima di realizzare la già citata base di Camp Century, l'esercito statunitense decise di realizzare una struttura di più modeste dimensioni così da testare tecniche e macchinari da costruzione in un cantiere più piccolo. Dopo diversi sopralluoghi effettuati a partire dal 1954, come sito della futura base fu infine scelta un'area a circa 320 km a est della base aerea Thule, e la struttura fu battezzata "Camp Fistclench". Realizzata scavando cinque trincee, la più lunga delle quali misurava 183 metri, larghe circa 6 metri e alte circa 2,5 metri, che vennero poi coperte e all'interno delle quali furono posti edifici prefabbricati e due generatori a gasolio, la base rimase attiva dal 1957 al 1960, venendo popolata solo durante la stagione estiva, quando ospitava diverse dozzine di soldati. Nel 1957, Camp Fistclench ospitò anche un gruppo di scienziati dediti all'osservazione delle macchie solari, nell'ambito dell'Anno geofisico internazionale, indetto dal luglio 1957 al dicembre 1958.

Quando, dopo le diverse prove svolte presso di essa, fu intrapresa la costruzione di Camp Century, la base di Camp Fistclench fu via via abbandonata, finché non fu chiusa nel 1960.

### Camp Century

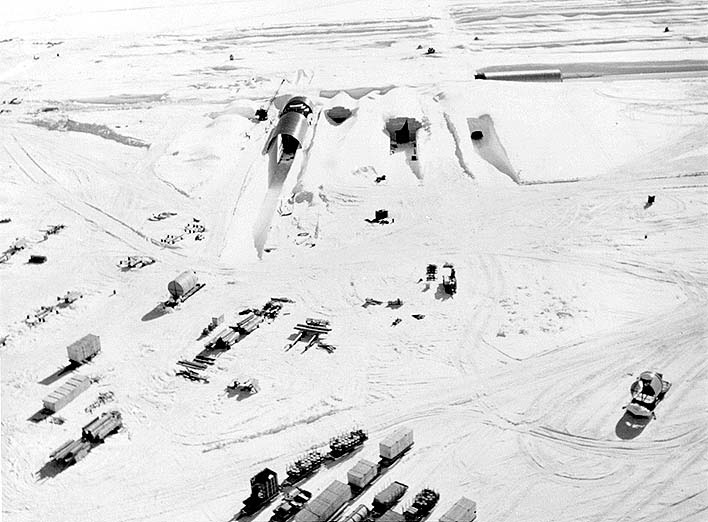
Panoramica di Camp Century in costruzione

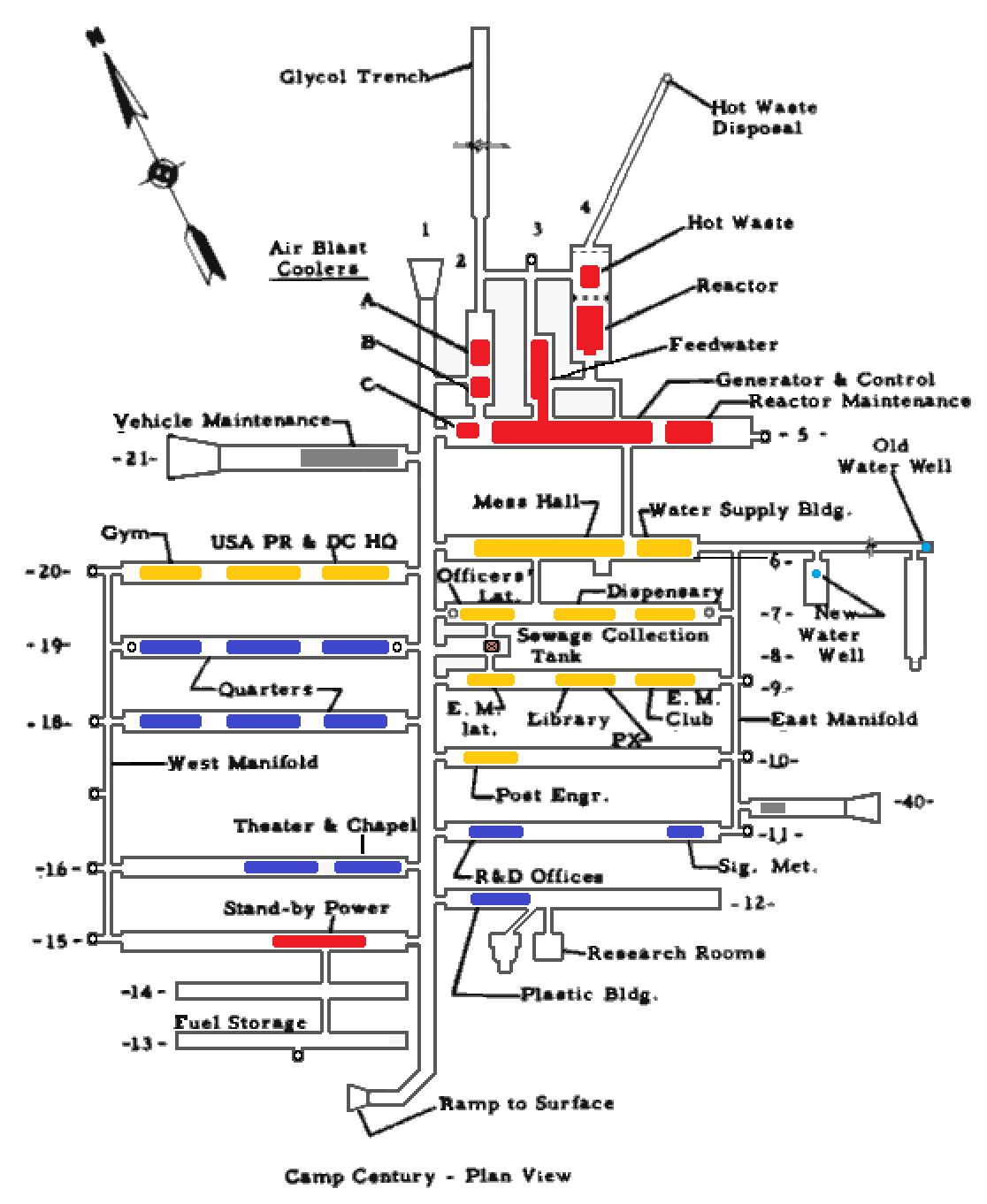
Schema a colori della struttura di Camp Century

Nel 1959, per testare la fattibilità del progetto e l'utilizzo delle tecniche di costruzione disponibili, l'esercito statunitense avviò un progetto chiamato "Camp Century", realizzando una base militare a un'altitudine di circa 2000 m s.l.m. nella Groenlandia nordoccidentale, a circa 240 km dalla base aerea Thule, attiva dal 1951.
Come dichiarato nel 1960 dal Dipartimento della difesa statunitense ai funzionari governativi danesi, che approvarono il progetto, Camp Century, descritto all'epoca come sito dimostrativo di un avamposto militare realizzato a prezzi contenuti sulla calotta glaciale, aveva come scopo quello di testare l'utilizzo di varie tecniche di costruzione in condizioni artiche e valutare i problemi pratici connessi all'utilizzo di un reattore nucleare mobile, con lo scopo finale di supportare la ricerca scientifica condotta sulla calotta glaciale. Dato che nel sito sarebbe stato alloggiato un reattore nucleare mobile e data l'esistenza del già citato bando delle armi nucleari vigente in Danimarca dal 1957, il tutto fu posto all'attenzione del parlamento danese che alla fine avallò la presenza di tale impianto sul suolo della Groenlandia.
Nelle reali intenzioni statunitensi, il vero scopo di Camp Century era tuttavia quello di studiare la realizzazione di un sistema di tunnel, lunghi in totale oltre 4000 km, atto a ospitare fino a 600 missili armati di testate nucleari che sarebbero stati in grado di raggiungere l'Unione Sovietica in caso di conflitto nucleare. In particolare, le posizioni dei missili avrebbero dovuto essere mobili e quindi periodicamente cambiate, così da invalidare le possibili informazioni rubate in mano al nemico e consentire ad almeno alcuni dei missili di sopravvivere a un primo colpo nucleare. Adoperando il metodo cut and cover, furono quindi scavate un totale di 21 trincee, per una lunghezza complessiva di circa 3000 m, che furono poi coperte da tetti ad arco in acciaio e all'interno delle quali furono eretti edifici prefabbricati, tra cui un ospedale, un negozio, un teatro e una chiesa. Dal 1960 al 1963, l'alimentazione elettrica del sito, in cui arrivarono a soggiornare circa 200 persone contemporaneamente, era fornita dal primo reattore nucleare mobile al mondo, denominato PM-2A e progettato da Alco per l'esercito americano, mentre l'acqua veniva fornita da pozzi di Rodriguez.
Secondo un rapporto statunitense intitolato Strategic Value of the Greenland Icecap, redatto nel 1960 ma reso noto dalla Danimarca solo nel 1997, qualora l'esperienza del primo Camp Century si fosse rivelata positiva, il progetto Iceworm prevedeva la realizzazione di nuovi tunnel, scavati fino a 28 m di profondità, fino ad arrivare nei successivi cinque anni a un'area coperta totale di circa  135000 km², pari peraltro a circa 3 volte l'estensione della Danimarca, estendibile poi fino a 270000 km², e di migliaia di basi di lancio, controllate da 60 centri di lancio, scavate ancora più in profondità dei tunnel e disposte in piccoli gruppi distanti tra loro circa 4 km, da cui sparare i 600 missili ospitati. Questi ultimi avrebbero dovuto essere una versione a due stadi e a gittata ridotta dei LGM-30 Minuteman, battezzata dall'esercito come "Iceman". In totale, il numero di soldati statunitense in Groenlandia sarebbe poi stato portato a 11000 unità.

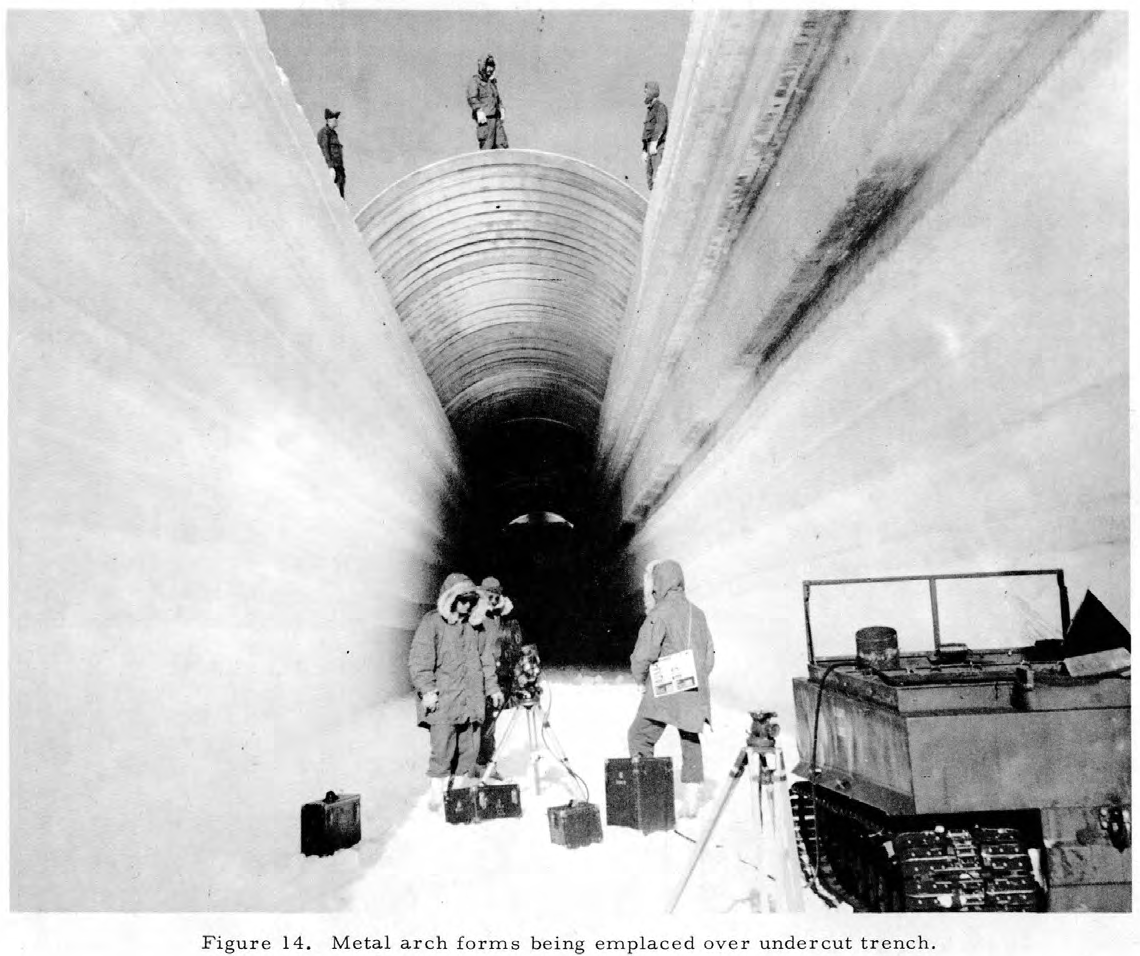
La copertura di una trincea durante la costruzione di Camp Century

Nel corso dei primi tre anni di Camp Century, i geologi prelevarono campioni di ghiaccio la cui analisi rivelò che i flussi glaciali all'interno della calotta si stavano muovendo molto più velocemente del previsto e che avrebbero distrutto i tunnel e le stazioni di lancio in circa due anni. Sebbene la calotta glaciale appaia sulla sua superficie rigida e immobile, infatti, essa è in realtà animata da una complicata rete di flussi glaciali, ossia di canali dove il ghiaccio si muove più velocemente rispetto al ghiaccio circostante, in continua evoluzione, la cui dinamica è oggetto di studi e ricerche. Comportandosi come veri e propri fiumi di ghiaccio, i flussi drenano amplissime aree di territorio e il loro moto, guidato dalla gravità, è controllato principalmente dalla temperatura e dalla solidità delle loro basi, due fattori che, essendo influenzati da diversi processi, nonché dalla geomorfologia del suolo su cui si muovono i flussi, fanno sì che l'attività di questi ultimi abbia un comportamento ciclico, con lunghi periodi di inattività. Nel giro di un di un anno, i tunnel e le trincee si restrinsero, mentre le loro pareti si deformarono e si gonfiarono, portando infine al crollo del soffitto. Verso la metà del 1962, si registrò il cedimento del soffitto della sala del reattore, che dovette essere risollevato di 1,5 metri.

### Chiusura
Tra la fine degli anni 1950 e l'inizio degli anni 1960, alcuni membri della NATO, in particolare la Francia, espressero il desiderio di essere inclusi nel programma di condivisione nucleare americano-britannico così da poter giocare un ruolo nella deterrenza nucleare, una richiesta controversa per gli Stati Uniti, data la loro politica di lunga data di nascondere i segreti nucleari. Tra le varie soluzioni proposte dai funzionari militari al governo statunitense, vi furono la realizzazione del progetto Iceworm e la creazione della Forza Multilaterale (MLF), ossia una flotta di navi e sottomarini NATO che avrebbe imbarcato e gestito i missili UGM-27 Polaris, e, quando gli USA decisero infine di proporre ufficialmente quest'ultima soluzione per la condivisione nucleare tra i Paesi NATO, l'interesse del governo per l'Iceworm diminuì drasticamente minandone il futuro.
Il colpo definitivo al futuro del progetto, nonché la motivazione principale del suo abbandono, fu tuttavia la comprensione del fatto che la realizzazione di una rete di canali vasta come quella ipotizzata e che si mantenesse stabile nel tempo era di fatto impossibile a causa dei movimenti della calotta, che avrebbero messo a rischio la sicurezza dei soldati e degli armamenti. A ciò si aggiunsero anche alcune perplessità tecniche, destate ad esempio dalle modifiche dei Minuteman necessarie a realizzare gli Iceman, che avrebbero dovuto operare in condizioni estremamente fredde.

## Eredità e impatto ambientale
Nonostante gli scopi veri e propri del progetto Iceworm non fossero prettamente scientifici, alcune ricerche condotte nel suo ambito si rivelarono comunque utili, fornendo alcune tra le prime carote di ghiaccio, studiate dai climatologi ancora negli anni 2020.
Un altro tipo di eredità lasciata dal progetto è quella costituita dagli impianti e dai rifiuti che, sebbene smantellati, sono stati lasciati per la maggior parte in Groenlandia nella convinzione che essi sarebbero stati sepolti per sempre sotto la neve e i ghiacci della calotta. Secondo uno studio del 2016, il sito costituisce oggi una seria minaccia che, con il progredire dello scioglimento dovuto al riscaldamento globale, potrebbe portare entro il 2100 all'inquinamento dell'acqua di fusione, che dalla calotta defluisce in mare, con circa 20 000 litri di sostanze chimiche varie e circa 24 milioni di litri di liquami non trattati. Studi successivi effettuati valutando i diversi scenari di riscaldamento globale, noti come RCP, e utilizzando rilevamenti radar che hanno mostrato che, da una profondità iniziale di 8 m nel 1959, la rete di tunnel era compresa tra 45 e 55 m di profondità nel 2017 e che il 95% del campo detritico del sottosuolo si trova ora a profondità superiori a 32 m, hanno stimato come estremamente improbabile che l’acqua di fusione superficiale interagisca con il campo di detriti del sottosuolo a Camp Century prima del 2100 in tutti gli scenari RPC. Tuttavia, nello stesso studio viene dichiarato che, mentre le ricerche pionieristiche sulla glaciologia e sulla climatologia intraprese a Camp Century negli anni 1960 forniscono un patrimonio scientifico quasi senza pari tra i siti di ricerca sulla calotta glaciale groenlandese, la storia militare del sito gli conferisce oggi un significato sociale imprevisto alla luce del cambiamento climatico.